# Hemiteles rufigaster
Hemiteles rufigaster là một loài tò vò trong họ Ichneumonidae.